# Tibetaans Instituut voor Podiumkunsten

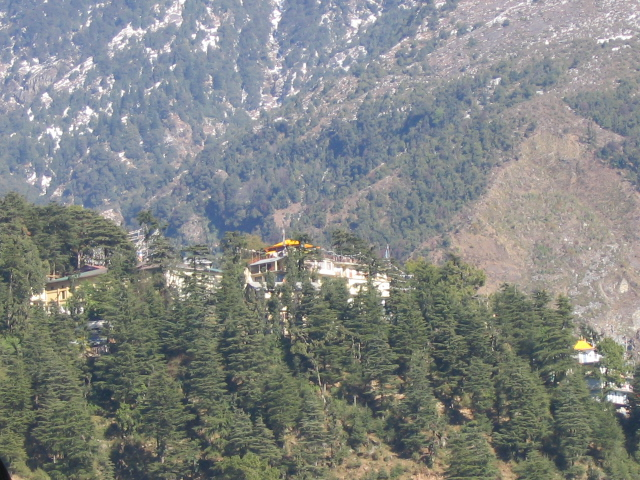
Tibetaans Instituut voor Podiumkunsten

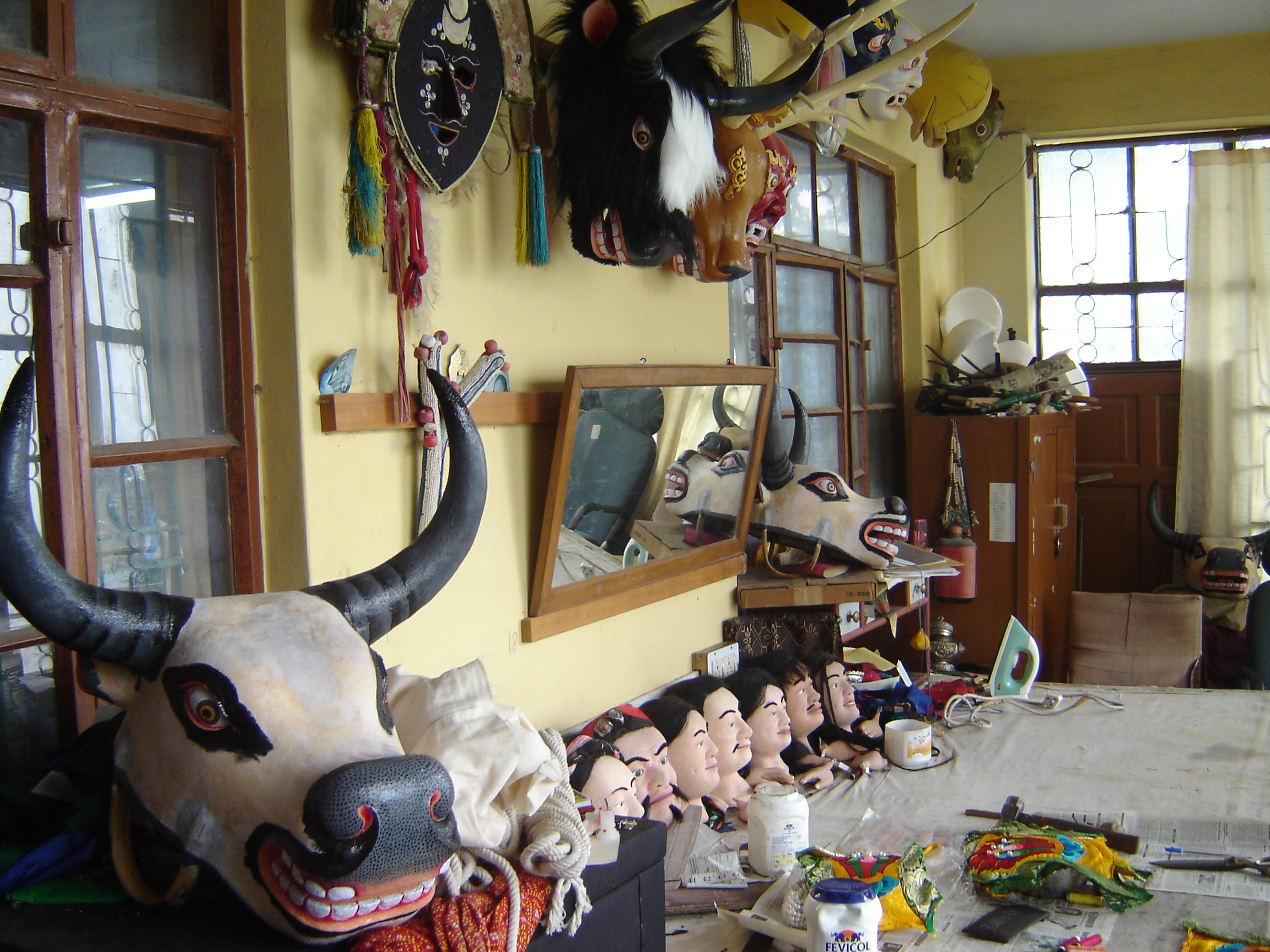
Attributen in het Tibetaans Instituut voor Podiumkunsten

Het Tibetaans Instituut voor Podiumkunsten (Engels: Tibetan Institute of Performing Arts) is een instituut dat gericht is op de bevordering en instandhouding van Tibetaanse podiumkunsten en Tibet's artistieke nalatenschap. Het instituut werd in verbanning opgericht door dalai lama Tenzin Gyatso, in McLeod Ganj, nabij Dharamsala, India in augustus 1959.
Het instituut is gespecialiseerd in lhamo, een traditionele operastijl met dansmuziek zoals toeshey en nangma. Nangma is tegenwoordig nog steeds populair in karaokebars in Lhasa.
Met de Tibetaanse diaspora was het instituut een belangrijke bron van entertainment in de Tibetaanse vluchtelingenkampen en verzorgde veel optredens van lhamo's.